# Podlesí (Sadov)
Podlesí (deutsch Halmgrün) ist ein Ortsteil der Gemeinde Sadov in Tschechien. Er liegt fünf Kilometer nördlich von Karlovy Vary und gehört zum Okres Karlovy Vary.

## Geographie
Podlesí befindet sich im Falkenauer Becken linksseitig des Vitický potok (Widitzbach) an einem kleinen Zufluss. Nordöstlich erhebt sich der Sadovský vrch (497 m), im Westen der Čihadlo (490 m) und südwestlich der Vitický vrch (451 m). Podlesí liegt an der Eisenbahnstrecke  Dalovice–Merklín.
Nachbarorte sind Velký Rybník (Großenteich) im Norden, Ostrov (Schlackenwerth) im Nordosten, Liščí Díra (Fuchsloch) und Sadov (Sodau) im Osten, Vysoká (Hohendorf) im Südosten, Dalovice (Dallwitz) und Otovice (Ottowitz) im Süden, Březinka und Čankov (Schankau) im Südwesten, Kocourek (Katzenholz) und Mezirolí (Sittmesgrün) im Westen sowie Nivy (Spittengrün) im Nordwesten.

## Geschichte
Die erste schriftliche Erwähnung von Halmgrün erfolgte 1557.
Nach der Aufhebung der Patrimonialherrschaften bildete Halmgrün ab 1850 eine Gemeinde im Bezirk Karlsbad. In der zweiten Hälfte des 19. Jahrhunderts begann der Abbau der Kaolinlagerstätte zwischen Halmgrün und Sodau durch die Zettlitzer Kaolinwerke. Zwischen 1872 und 1913 war Sodau nach Halmgrün eingemeindet, danach entstand die politische Gemeinde Sodau wieder. Mit der 1902 eingeweihten Lokalbahn Karlsbad–(Dallwitz)–Merkelsgrün erhielt das Dorf einen Bahnhalt.
Im Jahre 1930 wurde Halmgrün nach Sodau eingemeindet. Infolge des Münchner Abkommens wurde das Dorf 1938 dem Deutschen Reich angeschlossen. Bis 1945 war Halmgrün Teil des deutschen Landkreises Karlsbad und kam nach dem Ende des Zweiten Weltkrieges zur Tschechoslowakei zurück. 1946 kam Halmgrün zum Okres Karlovy Vary-okolí und wurde 1948 in Podlesí umbenannt. Seit 1961 gehört Podlesí zum  Okres Karlovy Vary. Podlesí besteht heute einschließlich der Ansiedlung Vitický Dvůr (Widitzhof) aus 32 Wohnhäusern. 1991 hatte der Ort 222 Einwohner, im Jahre 2001 waren es 117.

## Sehenswürdigkeiten
- Egerer Lade aus dem Jahre 1726, mit Abbildungen von Kirchen und Schlössern der Egerlandes
- ehemaliger historischer Karlsbader Hundefriedhof am Vitický vrch